# Mellissius oryctoides
Mellissius oryctoides är en skalbaggsart som beskrevs av Decelle 1972. Mellissius oryctoides ingår i släktet Mellissius och familjen Dynastidae. Inga underarter finns listade i Catalogue of Life.